# Miklavatn
Das Miklavatn (isländisch Großer See) ist ein See im Norden Islands südlich der Stadt Sauðárkrókur.
Der See liegt östlich der Sauðárkróksbraut  und westlich des Westteils der Héraðsvötn, unmittelbar vor dessen Mündung in den Skagafjörður-Fjord.
Der See ab dem Westufer sowie das Gebiet zwischen dem See und den Héraðsvötn stehen seit 1977 unter Naturschutz und während der Brutzeit vom 15. Mai bis zum 1. Juli ist das Betreten verboten.
Das gesamte Schutzgebiet hat eine Fläche von 14,8 km². Wegen seiner Bedeutung als Brut- und Mausergebiet wird die Flussaue von Sauðárkrókur einschließlich des Miklavatn von BirdLife International als Important Bird Area IS053 ausgewiesen.